# CUTIE PARTY
CUTIE PARTY（キューティーパーティー）は、2006年10月7日から2008年9月27日にFM-FUJIで放送されたラジオ番組。パーソナリティは℃-uteの矢島舞美・鈴木愛理・岡井千聖の3人。土曜23:00〜24:00のハロー!プロジェクトの番組『Hello! Project Night』の前半23:00〜23:30に放送された。
なお、『Hello! Project Night』の後半23:30〜24:00は、新垣里沙・亀井絵里（モーニング娘。）がパーソナリティを務める「GAKI・KAME」である。

## 放送時間
- 土曜 22:30〜23:00（2006年10月7日 - 2007年3月）
- 土曜 23:00〜23:30（2007年4月 - 2008年9月27日）

番組開始当初の放送時間は、『CUTIE PARTY』の前は同じハロー!プロジェクトの美勇伝がパーソナリティを務める『B.B.L.』が放送されており、それを引き継いだ形となる。『B.B.L.』の最終回では、石川梨華より、後輩に引き継ぐ旨の告知があった。

## 出演

### パーソナリティ
- 梅田えりか・村上愛（2006年10月7日 - 28日）
- 梅田えりか・矢島舞美（2006年11月4日 - 2007年9月29日）
- 矢島舞美・鈴木愛理・岡井千聖（2007年10月6日 - 2008年9月27日）

放送開始から2006年10月28日までのパーソナリティは、梅田えりかと村上愛であったが、2006年10月31日に村上が℃-uteを脱退したことにより、2006年11月4日より矢島舞美が引き継いだ。村上の脱退発表は2006年11月1日だったため、2006年10月28日の放送でもパーソナリティ交代の告知などはなく、突然の交代となった。

### ゲスト
2007年2月から9月までは、℃-uteのメンバーのうち1人がゲストとして、毎回Style-C のコーナーで登場していた。

各月のゲストは以下の通り（放送日順）。
2007年
- 2月 岡井千聖、中島早貴、鈴木愛理、萩原舞
- 3月 有原栞菜、中島、鈴木、岡井、萩原
- 4月 有原、中島、鈴木、萩原
- 5月 有原、岡井、鈴木、中島
- 6月 有原、萩原、中島、鈴木、岡井
- 7月 清水佐紀（Berryz工房）、嗣永桃子（Berryz工房）、有原、萩原
- 8月 有原、鈴木、岡井、中島
- 9月 萩原、有原、鈴木、中島、鈴木・岡井

## 番組構成
1. オープニングトーク
2. 1曲目
3. Style-C
4. 2曲目
5. 大人の階段
6. 3曲目
7. エンディングトーク・告知

### Style-C
リスナーから送られたテーマに基づき、パーソナリティの2人がトークバトルを繰り広げる。前番組『B.B.L.』でも、トークバトルを銘打った同様のコーナー「Beautiful Energy」があった。2007年2月から9月の間は、週代わりで℃-uteのメンバー1人がゲスト参加していた。

### 大人の階段
パーソナリティがまだ高校生であることに因んで大人のマナーが出題され、これに解答することによって大人の階段を一段ずつ昇っていこうというコーナー。例えば、「先輩と一緒にエレベーターに乗るときのマナー」（第1回放送分）など。

## 備考
- ハロー!プロジェクトメンバーが出演しているFM-FUJIのラジオ番組は、『Hello! Project Monday Party』（2001年10月1日-12月24日）、メロン記念日の『COLORFUL PLEASURE』（2002年1月5日 - 2005年3月26日）、『B.B.L.』（2005年4月3日 - 2006年9月30日）、『CUTIE PARTY』（2006年10月7日 - 2008年9月27日）の順に引き継いでおり、この4番組を合わせると約5年以上に渡って放送していることになる。